# Paterskerkhof (Schimmert)

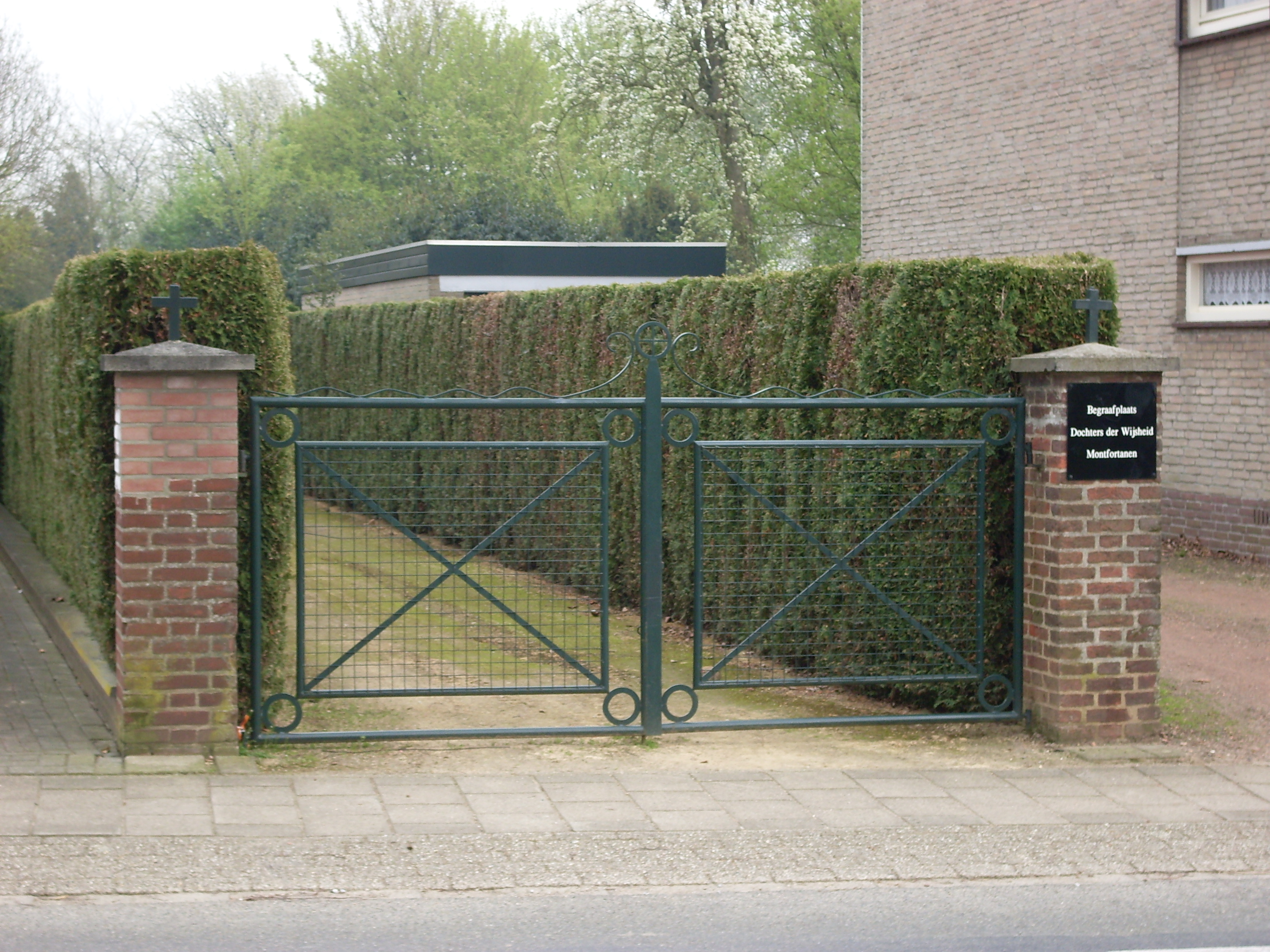
Toegang tot het Paterskerkhof van Schimmert

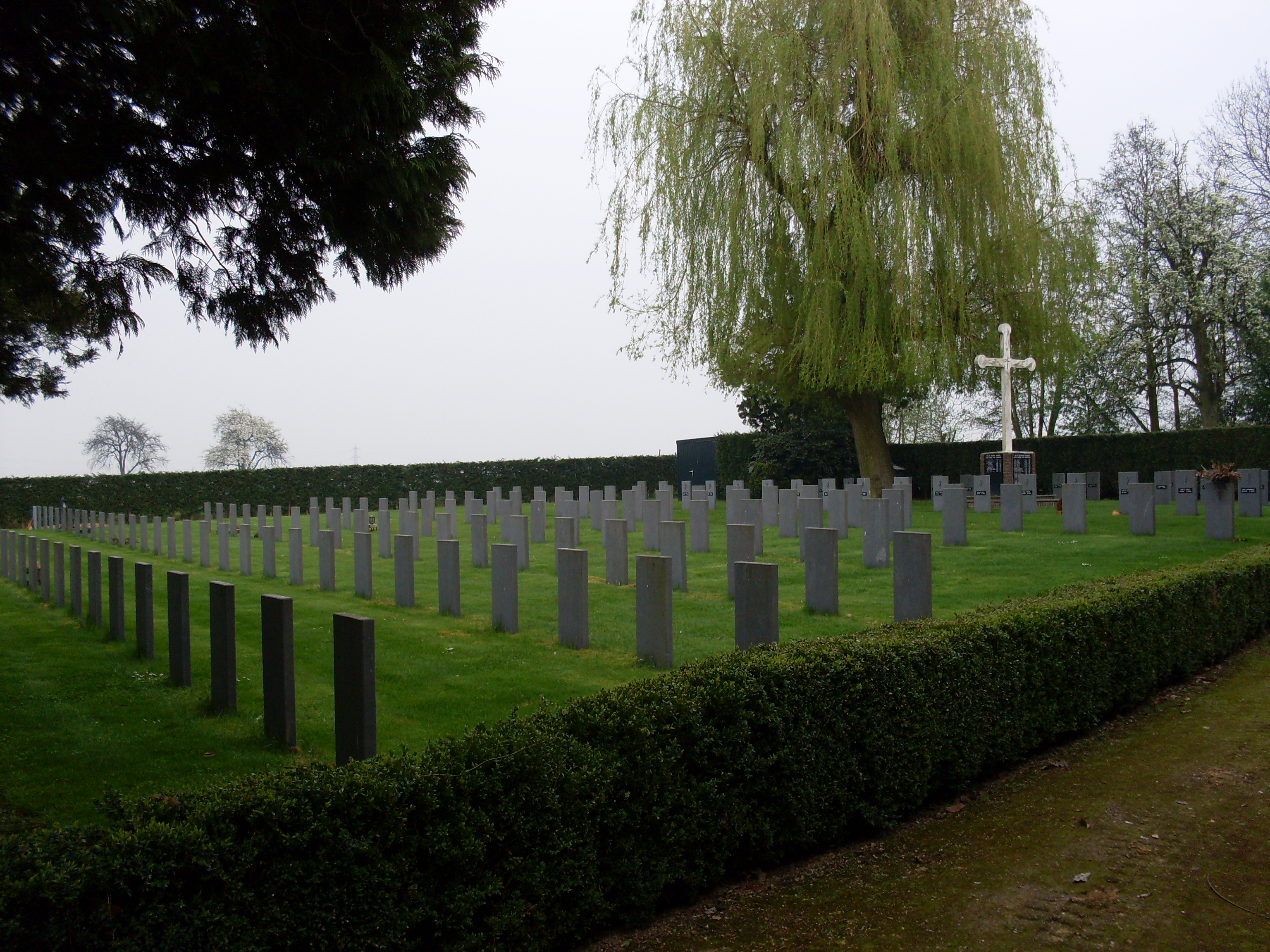
Het Paterskerkhof van Schimmert

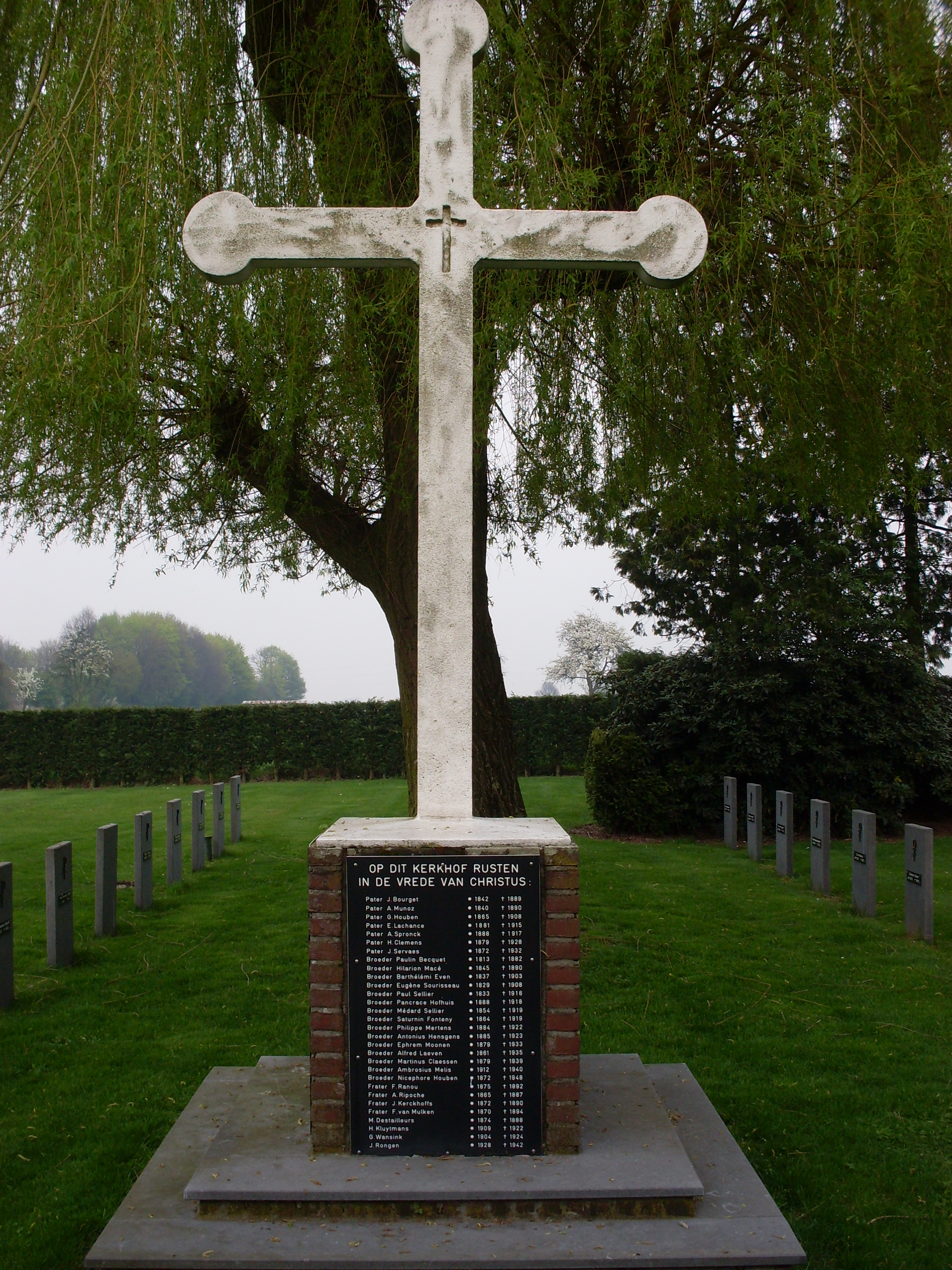
Het Paterskerkhof van Schimmert

Met het Paterskerkhof van het Nederlandse kerkdorp Schimmert wordt de begraafplaats van de Paters Montfortanen en Dochters der Wijsheid bedoeld. Ze ligt in de buurtschap Op de Bies tussen de huisnummers 46 en 48.

## Historie
De Montfortanen vestigden zich in 1881 in Schimmert, nadat ze uit Frankrijk werden verdreven. Ze stichtten een kleinseminarie ("Huize Op de Bies") waar veel jonge mannen werden gevormd tot deugdzame burgers of hun roeping tot het priesterschap kregen. Later werd het gebouw een tehuis voor mensen met een handicap en nog later werd het gebruikt als een opvangcentrum voor asielzoekers. Het gebouw is enkele jaren geleden gesloopt.

## De begraafplaats
Op de begraafplaats liggen in totaal 320 paters, broeders en zusters begraven.
Er staan 230 enkel gebruikte grafstenen, alle gelijk in uiterlijk en grootte, zonder onderscheid tussen bisschop, pater, broeder of zuster. Daarnaast zijn er 13 dubbel gebruikte grafstenen, dus een persoon aan de ene kant en een persoon aan de andere kant. Verder worden 61 namen gememoreerd op drie borden onder een groot kruisbeeld. Tot slot zijn er op 24 januari 2001 16 mensen herbegraven die oorspronkelijk in Voorschoten waren begraven.

## Enkele statistieken
In totaal zijn er begraven:
- 2 bisschoppen:
  - Bisschop Mgr. E. Vroemen, 1910-1982, Bisschop-emeritus van Chikwawa, Malawi
  - Bisschop Mgr. F. Bruls, 1897-1988, Bisschop-emeritus van Villavicencio, Colombia.
- 157 paters, waaronder:
  - Pater-generaal A. Maurille, 1843-1903.
  - Pater-provinciaal J. Hermans, 1910-1971.
- 77 zusters van de Dochters der Wijsheid, de vrouwelijke tak van de Montfortanen.
- 63 broeders. 56 worden genoemd "broeder", 7 worden genoemd "frater". In de praktijk is dit hetzelfde.
- 20 mensen van wie niet bekend is of zij pater, broeder of zuster waren.
- 1 persoon met de titel "pastoor".

Het eerste graf werd gedolven in 1882, één jaar nadat de Montfortanen zich in Schimmert vestigden.